# Вилхелм фон Вид
Вилхелм Фридрих Хайнрих фон Вид  (на немски: Wilhelm Friedrich Heinrich Prinz zu Wied; * 26 март 1876, Нойвид; † 18 април 1945, Предял край Синая, Румъния) е принц от Вид, княз на Албания в периода от 21 февруари до 3 септември 1914. Избран е като владетел от Великите сили, но Първата световна война го принуждава да напусне страната. Опитва се да възвърне властта си, но Парижката мирна конференция не води до реставрация. През 1924 г. Албания официално става република.

## Биография
Вилхелм фон Вид е третият син на 5. княз Вилхелм фон Вид (1845 – 1907) и съпругата му Мария Нидерландска (1841 – 1910). Леля му Елизабет (1843 – 1916) е омъжена от 1869 г. за румънския крал Карол I (1839 – 1914). Най-големият му брат Вилхелм Фридрих (1872 – 1945) е 6. княз на Вид.
Вилхелм фон Вид се жени на 30 ноември 1906 г. във Валденбург в Саксония за принцеса София фон Шьонбург-Валденбург (* 21 май 1885, Потсдам; † 3 февруари 1936, Фонтанели, Молдава), дъщеря на наследствения принц Виктор фон Шьонбург-Валденбург (1856 – 1888) и принцеса Луция фон Сайн-Витгенщайн-Берлебург (1859 – 1903), дъщеря на Емил Карл фон Сайн-Витгенщайн-Берлебург (1824 – 1878) и румънската принцеса Пулхерия Кантакузене (1840 – 1865). Те имат две деца:
- Мари Елеонора Елизабет Цецилия Матилда Луция (* 19 февруари 1909, Потсдам; † 29 септември 1956, Миеркуря Чук, Румъния), омъжена I. на 16 ноември 1937 г. в Мюнхен за лейтенант принц Алфред фон Шьонбург-Валденбург (* 30 октомври 1905; † 10 март 1941), II. на 5 февруари 1948 г. Букурещ за Йон Октавиан Буня (* 13 ноември 1899, Галац, Румъния; † 1977 или по-късно)
- Карл/ Карол Виктор Вилхелм Фридрих Ернст Гюнтер (* 19 май 1913, Потсдам; † 8 декември 1973, Мюнхен), наследствен принц, юрист, женен на 8 септември 1966 г. в Ню Йорк за Айлеен Джонстон (* 3 септември 1922, Англия; † 1 септември 1985, Ню Йорк); няма деца.

Вилхелм фон Вид умира на 69 години на 18 април 1945 г. в Предял край Синая, Румъния.

## Галерия
- Вилхелм фон Вид, 1912 г.
- Вилхелм фон Вид като княз на Албания в албанска униформа, 1912
- Вилхелм фон Вид и съпругата му София (ок. 1913)
- Надгробният камък на Вилхелм фон Вид в лутеранската църква „A. B.“ в Букурещ